# Réticule (constellation)
Reticulum
Pour les articles homonymes, voir Réticule.
Le Réticule est une constellation de l'hémisphère sud, l'une des plus petites et les moins lumineuses du ciel.

## Histoire
La constellation fut créée en 1621 par Isaac Habrecht II (en) (et peut-être indépendamment par Jakob Bartsch en 1624), qui la nomma Rhombus, « le Rhombe ». Réintroduite par Nicolas-Louis de Lacaille en 1752, elle prit le nom de Réticule Rhomboïde avant d'être simplement nommée Réticule au XIXe siècle. Comme plusieurs autres constellations modernes, elle porte le nom d'un appareil scientifique, un réticule étant un instrument permettant de mesurer la position des étoiles.

## Observation des étoiles

Visibilité nocturne de la constellation.

### Localisation de la constellation
La constellation se repère à partir de Achernar, terminus sud de Éridan. Au sud de cette étoile on repère d'abord l'Hydre mâle, et à ~10° au sud d'Achernar on trouve un petit alignement sensiblement ENE-OSO, formé par les petites étoiles intermédiaires de l'Hydre mâle, et plus à l'est un paquet d'étoiles qui forment le réticule. Encore plus à l'est, on tombe sur α de la Dorade.

### Forme de la constellation
La constellation n'est pas très brillante, mais sa forme assez ramassée la rend tout de même relativement facile à repérer.
La forme elle-même ne présente pas d'intérêt particulier.

## Étoiles principales

### αReticuli
L'étoile principale du Réticule est α Reticuli, une étoile géante d'une magnitude apparente de 3,33. C'est une étoile géante distante de 160 années-lumière, 100 fois plus lumineuse que le Soleil et 20 fois plus grande. Elle ne semble quasiment pas tourner sur elle-même, sa rotation étant trop faible pour être mesurée.
Elle possède un compagnon de magnitude apparente 12, distante de 2 450 ua et décrivant une orbite en 60 000 ans.

### Autres étoiles
ζ Reticuli est une étoile double qui peut être résolue à l'œil nu à condition d'avoir une excellente vue et de disposer de bonnes conditions d'observation car les deux étoiles qui la composent sont à la limite de la visibilité : ζ2 Ret est de magnitude 5,24 et ζ1 Ret est de magnitude 5,54.
HD 23079 possède une planète 2,61 fois plus massive que Jupiter, orbitant en 738,459 jours à la distance de 1,65 ua, de même que ε Reticuli (une étoile binaire), avec une planète ayant une masse d'au moins 1,56 MJ et bouclant en 428 jours une orbite assez peu excentrique dont le demi-grand axe vaudrait environ 1,27 UA.

## Objets célestes
Les galaxies spirales NGC 1313 — une radiogalaxie — et NGC 1559 se trouvent également dans cette constellation.